# Flavio Eucherio
Flavio Eucherio (in latino: Flavius Eucherius; fl. 377-395) è stato un funzionario romano di età imperiale.
Eucherio era imparentato con la dinastia teodosiana, in quanto zio paterno di Teodosio I. Fu comes sacrarum largitionum dal 377 al 379 e console per il 381.
Nel 395 viveva presso la corte d'Oriente, governata dall'imperatore Arcadio, di cui era prozio. In tale occasione Eucherio avanzò delle richieste illegali presso il comes d'Oriente Luciano, il quale le rifiutò; allora Eucherio calunniò Luciano presso Arcadio, accusando anche Rufino, prefetto del pretorio e protettore di Luciano, che, per placare l'imperatore, uccise il proprio protetto.